# نیروگاه برق آبی بیکز-استجارو
نیروگاه برق آبی بیکز-استجارو (به لاتین: Bicaz-Stejaru Hydroelectric Power Station) یک سد در رومانی است که در شهرستان نامس واقع شده‌است.